# اسپرینگ ولی (آلاباما)
اسپرینگ ولی (به انگلیسی: Spring Valley) یک منطقهٔ مسکونی در ایالات متحده آمریکا است که در شهرستان کلبرت، آلاباما واقع شده‌است. اسپرینگ ولی ۱۵۶٫۰۶ متر بالاتر از سطح دریا واقع شده‌است.